# Ken Foggo
Kenneth Taylor Foggo, più conosciuto con il diminutivo Ken Foggo (Perth, 7 novembre 1943) è un ex calciatore scozzese, di ruolo attaccante.

## Caratteristiche tecniche
Era un'ala destra.

## Carriera
Tra il 1960 ed il 1967 ha giocato nella prima divisione inglese con il West Bromwich, con cui nella stagione 1965-1966 ha anche vinto una Coppa di Lega (torneo di cui raggiunge la finale anche nell'edizione successiva, perdendola contro il QPR); nell'arco di 7 stagioni nel club, ha totalizzato complessivamente 129 presenze e 29 reti in partite di campionato. In seguito ha giocato per 6 stagioni al Norwich City: dopo 5 stagioni in seconda divisione, nella stagione 1971-1972 grazie alla vittoria del campionato il club conquista la prima promozione della sua storia nella prima divisione inglese, categoria in cui quindi Foggo gioca nuovamente nella stagione 1972-1973, nella quale peraltro il club raggiunge anche la finale di Coppa di Lega, perdendola contro il Tottenham. Trascorre poi altre 2 stagioni in seconda divisione al Portsmouth ed una stagione in terza divisione al Southend Utd, per poi nel 1976 passare ai semiprofessionisti del Chelmsford City, militanti in Southern Football League (che all'epoca era una delle principali leghe calcistiche inglesi al di fuori della Football League, sebbene non esistesse un meccanismo formale di promozioni e retrocessioni tra leghe diverse), dove rimane fino al 1980, anno in cui si ritira definitivamente.

## Palmarès

### Club

#### Competizioni nazionali
- Coppa di Lega inglese: 1

West Bromwich: 1965-1966
- Campionato inglese di seconda divisione: 1

Norwich City: 1971-1972

#### Competizioni regionali
- Eastern Floodlight Cup: 1

Chelmsford City: 1977-1978